# Familie van verzamelingen
In de verzamelingenleer, een onderdeel van de wiskunde, wordt een verzameling {\displaystyle F} van deelverzamelingen van een gegeven verzameling {\displaystyle S} een familie van deelverzamelingen van {\displaystyle S}, of een familie van verzamelingen over {\displaystyle S} genoemd. Meer in het algemeen wordt een collectie van enige verzamelingen een familie van verzamelingen genoemd. 

## Voorbeelden
- De machtsverzameling {\displaystyle {\mathcal {P}}(S)} is een familie van verzamelingen over {\displaystyle S}. Iedere familie van deelverzamelingen van {\displaystyle S} is zelf een deelverzameling van de machtsverzameling {\displaystyle {\mathcal {P}}(S)}.
- De k-deelverzamelingen {\displaystyle S^{k}} van een n-verzameling {\displaystyle S} vormen een familie van verzamelingen.
- De klasse van alle ordinaalgetallen is een 'grote' familie van verzamelingen, dat wil zeggen dat die klasse zelf geen verzameling, maar een eigenlijke klasse is.

## Verwante concepten
Bepaalde typen van objecten uit andere deelgebieden van de wiskunde zijn equivalent met families van verzamelingen, in de zin dat zij zuiver als een collectie van verzamelingen van objecten van een zeker type kunnen worden beschreven:  
- Een hypergraaf, ook wel een verzamelingensysteem genoemd, wordt gevormd uit een verzameling van knooppunten samen met een andere verzameling van hyperzijden, die ieder een willekeurige verzameling kunnen zijn. De hyperzijden van een hypergraaf vormen een familie van verzamelingen en alle families van verzamelingen kunnen worden geïnterpreteerd als een hypergraaf, die de vereniging van de verzamelingen als haar knooppunten heeft.
- Een abstract simpliciaal complex is een combinatorische abstractie van het begrip van een simpliciaal complex, een vorm gevormd door verenigingen van lijnstukken, driehoeken, viervlakken en hogere dimensionale simplices, die zijde op zijde met elkaar worden verbonden. In een abstract simpliciaal complex, wordt elke simplex eenvoudig weergegeven als de verzameling van haar hoekpunten. Iedere familie van eindige verzamelingen, waarin de deelverzamelingen van enige verzameling ook tot die familie behoren, vormen een abstract simpliciaal complex.
- Een incidentiestructuur bestaat uit een verzameling van punten, een verzameling van lijnen en een tweeplaatsige relatie, die aangeeft welke punten tot welke lijnen behoren. Als er geen twee lijnen zijn, die dezelfde verzameling van punten bevatten, kan een incidentiestructuur worden gespecificeerd door een familie van verzamelingen, waarvan de verzamelingen van punten tot elke lijn behoren. Iedere willekeurige familie van verzamelingen kan op deze manier als een incidentiestructuur worden geïnterpreteerd.